# ريع (اقتصاد)

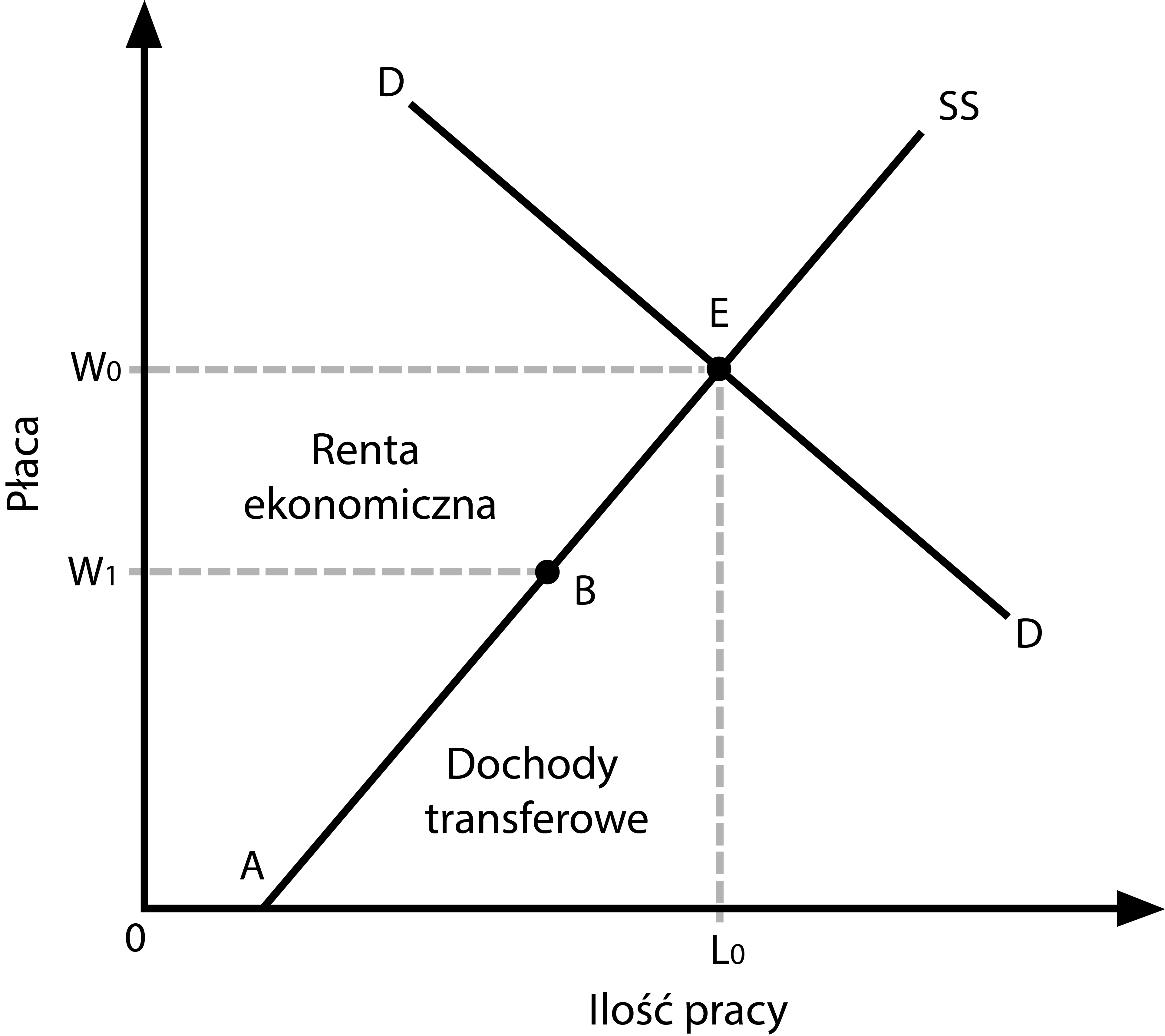

الريع في الاقتصاد السياسي يشير إلى الدخل الذي يحصل عليه الفرد أو الكيان من استغلال الموارد الطبيعية أو الاقتصادية دون أن يكون هناك إنتاج فعلي أو جهد بشري. يعود أصل هذا المفهوم إلى أواخر القرن التاسع عشر، حيث قام الاقتصادي البريطاني دافيد ريكاردو بتطويره لتفسير الإيرادات الناتجة عن استخدام الأراضي الزراعية. وفي هذا السياق، يُعتبر الريع مصدرًا للدخل غير مرتبط بالإنتاج أو النمو الاقتصادي الفعلي، بل يعتمد على استغلال الموارد الطبيعية أو الاحتكارات الاقتصادية